# 莫戈福里什
莫戈福里什是葡萄牙阿威罗区的一个堂区。总面积2.32平方公里，总人口875人，人口密度377.2人/平方公里。